# Burg Ebersberg (Bayern)
Die Burg Ebersberg ist eine abgegangene Höhenburg auf einem Hang bei 585 m ü. NHN über dem Ebrachtal an der Stelle der heutigen Klosterkirche St. Sebastian in Ebersberg (Schlossplatz 1–3) im Landkreis Ebersberg in Bayern. Die Anlage wird als Bodendenkmal unter der Aktennummer D-1-7937-0015 im Bayernatlas als „abgegangene Grafenburg des frühen und hohen Mittelalters ("Ebersberg") sowie untertägige mittelalterliche und frühneuzeitliche Befunde im Bereich des Klosters Ebersberg mit ehem. Kloster- und heutigen Kath. Pfarrkirche St. Sebastian und der ehem. Klostertaverne“ geführt. 

## Geschichte
Im 9. Jahrhundert verlegten die Grafen von Sempt-Ebersberg ihren Burgsitz von Sempt nach Ebersberg, wo sie zwischen 888 und 896 eine Befestigung aus Holz und Erde (lignis oppidum) errichteten. Die wegen ihrer Größe von 1,7 Hektar als karolingisch-ottonische Mittelpunktsburg geltende Anlage maß etwa 130 mal 200 Meter, und wurde 933 unter dem Grafen Eberhard I. von Sempt-Ebersberg mit einer steinernen Ringmauer sowie mit einer Vertiefung des Ringgrabens gegen die Ungarneinfälle gesichert.
934 wurde im Burgbereich ein Chorherrenstift durch Eberhard I. und Adalpero I. gegründet, zwischen 969 und 1029 wurde die Burg dann in das der Heiligen Maria und St. Sebastian geweihte Kloster Ebersberg umgewandelt. Im Jahr 1045 starben die Grafen von Ebersberg aus, ihr Besitz fiel den Grafen von Scheyern-Wittelsbach zu.
1952 fanden im ehemaligen Burggraben archäologische Grabungen statt, ebenso Sondierungen im Jahr 1978.
Von der ehemaligen Burganlage ist nichts erhalten, im Verlauf der Bahnhofs-, Jesuiten-, Perner- und Benediktinerstraße ist der frühere Verlauf des Burgwalles sowie der des Ringgrabens zu erkennen. Nach Norden ist zudem eine verteilte Hangkante zur Ebrachsenke hin erhalten.